# Metallspende des deutschen Volkes

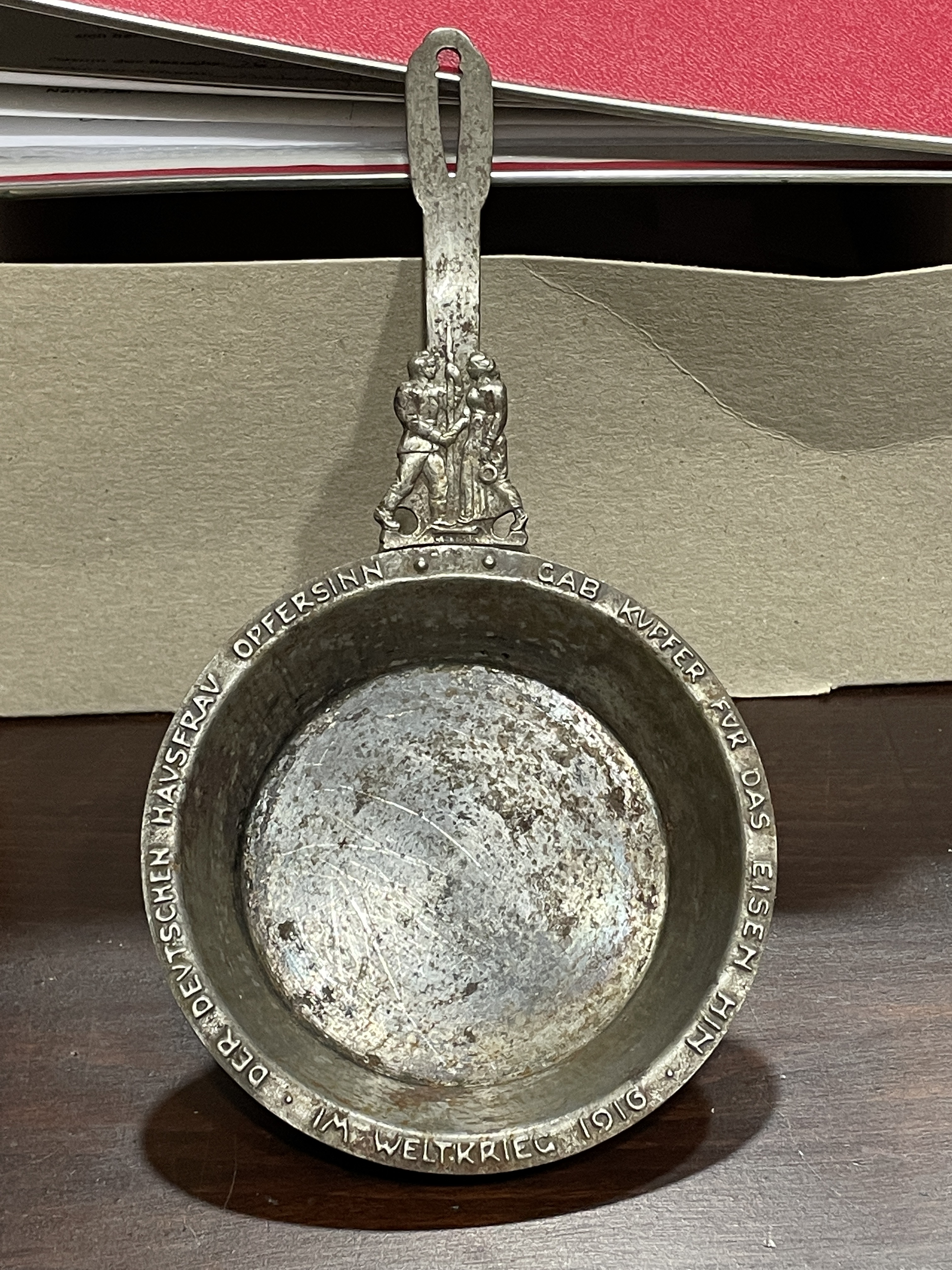
Pfännchen, Metallspende 1916. Umschrift Der deutschen Hausfrau Opfersinn gab Kupfer für das Eisen hin. Im Weltkrieg 1916

Als Metallspende des deutschen Volkes wurden Sammlungen von Rohstoffen und Einschmelzungen von Gegenständen aus Metall im Ersten und Zweiten Weltkrieg bezeichnet.
In beiden Weltkriegen mussten im Deutschen Reich wegen abgebrochener Handelskontakte beziehungsweise fehlender Devisen nicht mehr gelieferte ausländische Rohstoffe anderweitig im Inland beschafft werden. Dabei ging es vor allem um Buntmetalle wie Kupfer, Messing, Zinn, Zink usw. als wichtige Rohstoffe der Rüstungsindustrie (z. B. zur Herstellung von Geschosshülsen) und um Eisen.
Auch Edelmetalle wie Gold und Silber sowie Juwelen wurden entgegengenommen, um damit papiergeldfrei auf dem Weltmarkt kriegswichtige Güter beschaffen zu können.

## Erster Weltkrieg

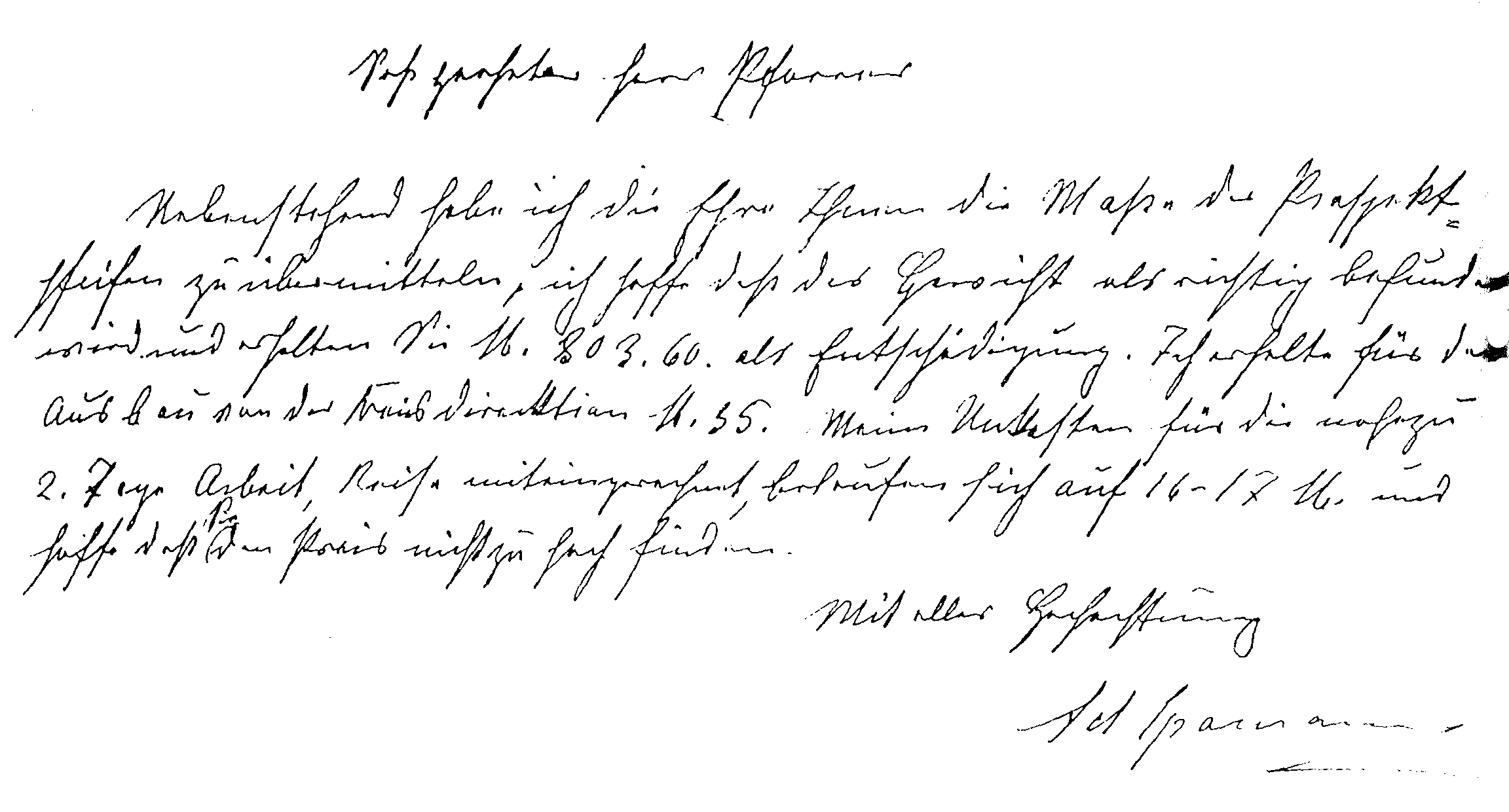
Ergebnis der Berechnung der Entschädigung für die im Ersten Weltkrieg abzuliefernden Zinnpfeifen der Orgel in der Pfarrkirche von Schwerdorff in Höhe von 803,60 Mark (6,30 Mark pro Kilo zuzüglich 35 Mark für den Ausbau). Nach dem Ausbau wurden die Pfeifen in der Volksschule gelagert und gerieten in Vergessenheit, sodass sie nach Kriegsende wieder eingebaut werden konnten.

### Edelmetall
Unter dem Motto Gold gab ich für Eisen erfolgte im Ersten Weltkrieg (nicht nur im Deutschen Reich) die patriotisch begründete Sammlung von Edelmetallen auf freiwilliger Basis. Ging es zunächst um Schmuck, dessen Abgabe durch einen eisernen Ring mit der Inschrift Gold gab ich für Eisen symbolisch abgegolten wurde, so folgte ab 1916 der Appell, historische Goldmünzen abzugeben und wie auch die goldenen Kurantmünzen gegen Banknoten einzutauschen. Ziel dieser Goldsammlungen war vor allem die Gewinnung von Devisen zur Finanzierung des Krieges. 

### Hausrat
Ab 1916 wurde darüber hinaus die Bevölkerung in reichsweiten Sammlungen zur Herausgabe von Hausgerätschaften aus Kupfer, Messing, Bronze und Zinn genötigt. Über diese Enteignungen wurde per Bekanntmachung informiert und die Ablieferung unter Androhung von bis zu einem Jahr Gefängnis oder bis 10.000 Mark Strafzahlung befohlen, welche in der damaligen Zeit bis zu 2.857 kg Kupferschrott entsprach. Im Gegenzug erhielten die Einlieferer vielerorts aus Eisenguss gefertigte Mörser oder Pfannen. Diese waren mit entsprechender patriotischer Widmung versehen.
Per Verordnung vom 5. Januar 1917 hatten Gastwirtschaften und Privathaushalte sämtliche zinnernen Bierkrüge oder zinnernen Deckelmonturen abzuliefern. Vor allem im süddeutschen Raum erfolgte sukzessive auch die Beschlagnahme von kupfernen Sudpfannen in den Brauereien.

### Orgelpfeifen
Ab dem 10. Januar 1917 galt eine Verordnung zur Einziehung der üblicherweise zu einem hohen Anteil aus Zinn bestehenden Prospektpfeifen der Kirchenorgeln. Von der Denkmalpflege als wertvoll eingeschätzte Pfeifen sollten ausgenommen bleiben. Immerhin war der Ausbau der beschlagnahmten Pfeifen durch einen Orgelbauer vorgeschrieben. Dieser nahm vor dem Ausbau auch die wichtigsten Parameter der Pfeifen auf und skizzierte den Prospekt, damit später Ersatz geschaffen werden konnte. Die Kirchgemeinden erhielten eine Entschädigung. 1918 sollten bisher verschonte Orgeln infolge verschärfter Anforderungen nochmals nach verwertbarem Material durchsucht werden, wozu es aber dank des baldigen Kriegsendes kaum noch kam. In den von den Deutschen besetzten Gebieten Frankreichs wurden sogar die metallenen Innenpfeifen zum Einschmelzen ausgebaut.

### Glocken
Am 1. März 1917 erschien eine amtliche Bekanntmachung, die Einzelheiten zu Beschlagnahmung, Bestandserhebung und Enteignung sowie zur freiwilligen Ablieferung von Glocken aus Bronze enthielt. Auf Ersuchen des Kriegsministeriums und unter Strafandrohung wurden alle Besitzer von Bronzeglocken enteignet – davon ausgenommen wurden Glocken für Signalzwecke des Eisenbahn-, Straßenbahn- und Schifffahrts-Verkehrs sowie der Feuerwehren.
Im Laufe des Jahres 1917 wurde begonnen, auch alle Glocken von Kirchen zu erfassen und nach ihrem historischen Wert zu kategorisieren. Insbesondere Glocken des 19. Jahrhunderts wurden vielfach zur Einschmelzung abgeliefert. Eine Entschädigung gab es weder für die beschlagnahmten noch für die tatsächlich eingeschmolzenen Glocken, auch nicht nach Kriegsende. Teilweise gelang es den Kirchengemeinden, noch nicht verwertete Glocken später wieder zurückzuführen.

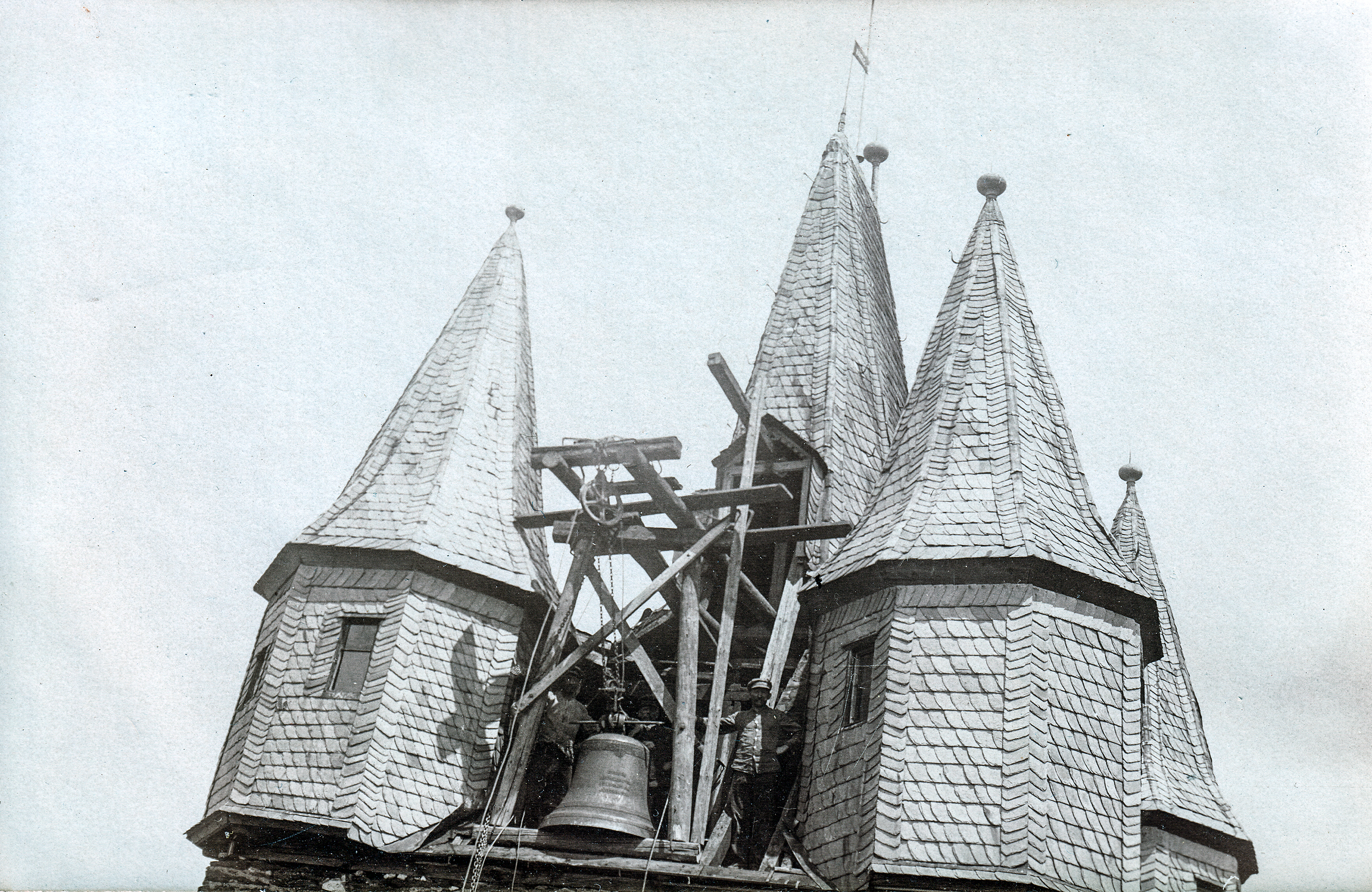
Herunternahme der Glocke auf dem Turm des Grafenschlosses in Diez, 21. Juni 1917
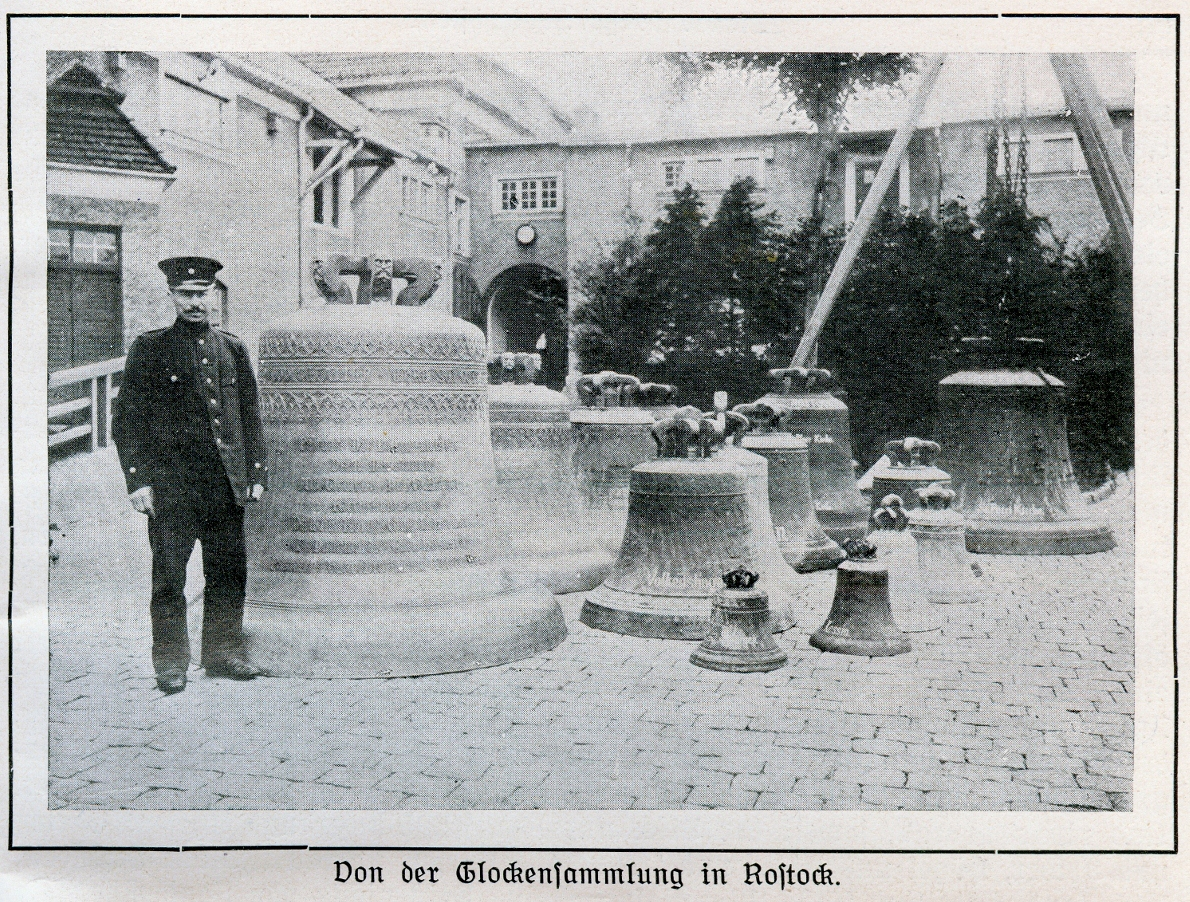
Ablieferung von Glocken in Rostock 1917
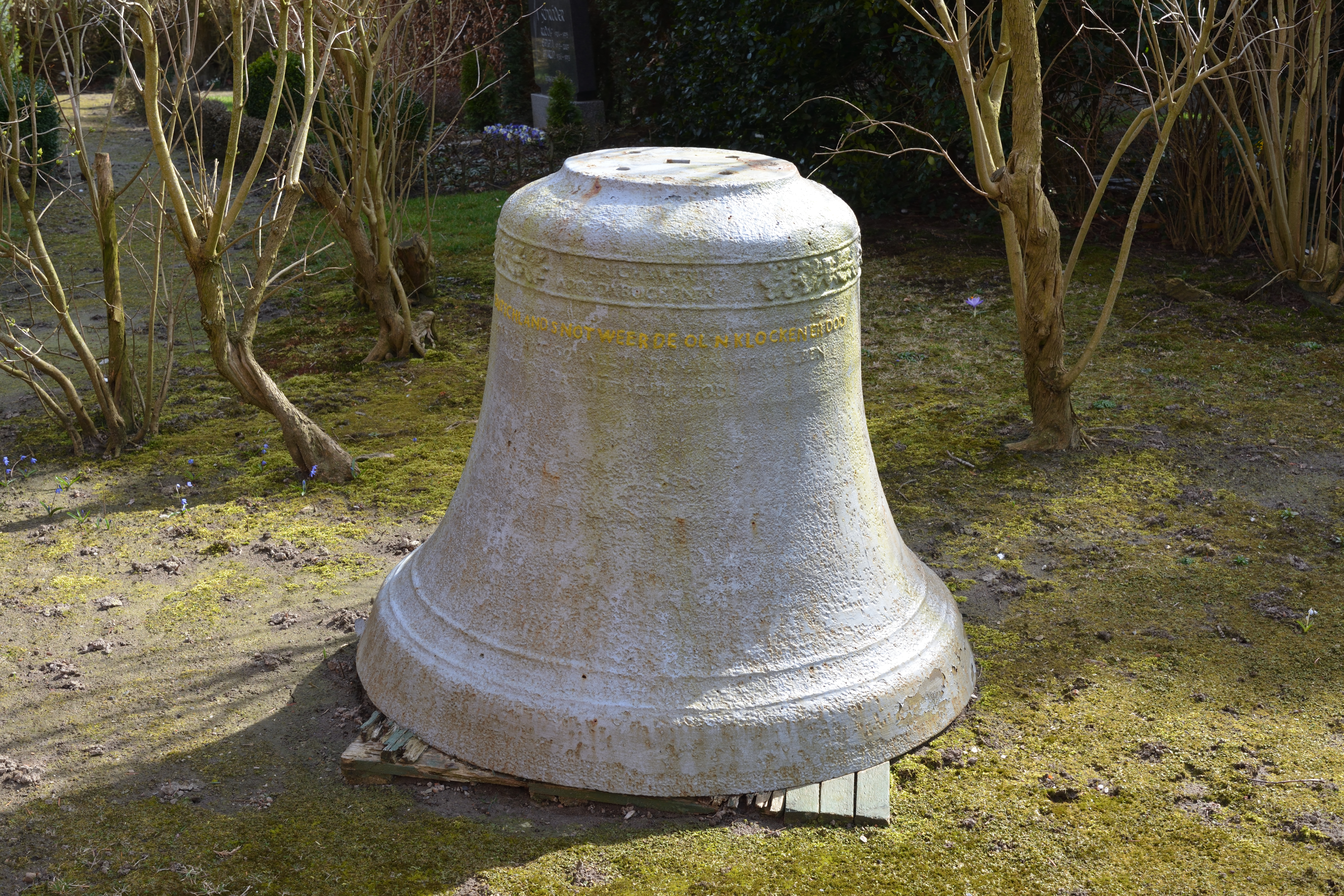
Stahlglocke vor der St.-Urban-Kirche in Borsfleth, Inschrift auf Plattdeutsch: DEUTSCHLANDS NOT WEER DE OLN KLOCKEN TOD Rest unleserlich
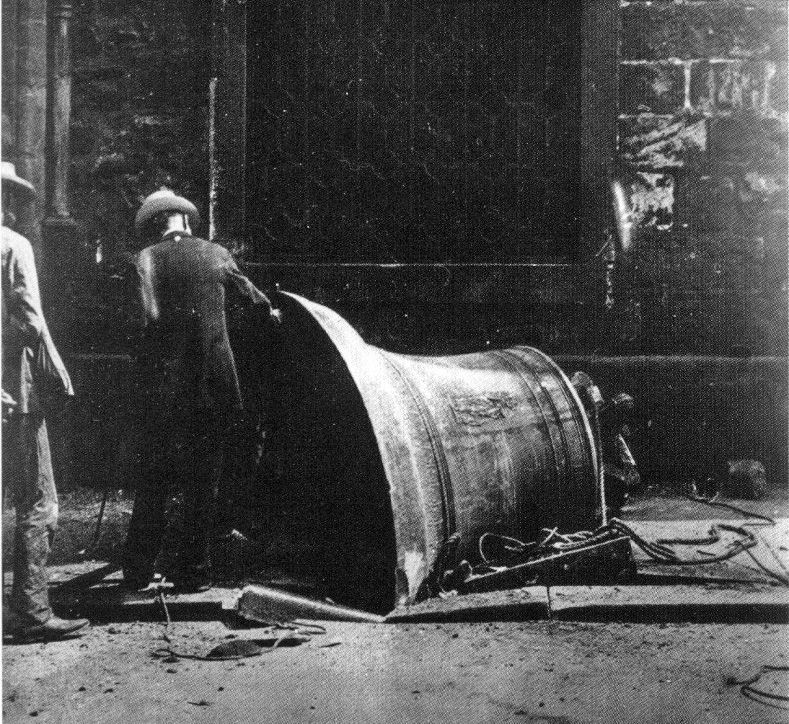
Bei der Beschlagnahmung am 6. August 1917 vom Turm gestürzte, 4055 kg schwere „Osanna“ der Nikolaikirche Leipzig

### Baumaterial
Nach dem 9. März 1917 waren Blitzschutzanlagen, Dacheindeckungen, Regenrinnen und Fensterverkleidungen aus Kupfer und mit Platinanteilen bis auf wenige Ausnahmen beschlagnahmt und enteignet. Am 15. Mai 1917 wurde die Beschlagnahme von Brennkesseln und anderen Brennereigeräten aus Kupfer und Kupferlegierungen bekanntgemacht. Enteignet wurden am 20. Juni 1917 alle in einer Liste genannten, aber nicht zum gewerbsmäßigen Handel bzw. Mehrwertschaffung genutzten, Einrichtungsgegenstände aus Kupfer wie auch Kupferlegierungen durch Inkrafttreten einer Bekanntmachung der Kriegsrohstoffabteilung (K.R.A.).
Bei freiwilliger Abgabe bis zum 31. August gab es eine finanzielle Entschädigung und nachfolgend war eine Meldeverpflichtung vorgesehen. Es folgten lokale Fristverlängerungen, die das flankierende Plakat mit der Darstellung einzuziehender Gegenstände weiter nutzte, aber eine Fristverlängerung bis zum 31. Oktober gewährte und pro angekauftem Kilogramm 1 Mark (16–25 %) Zuschlag anpries.
Die Deutschen wurden beispielsweise noch am Neujahrstag 1918 mit diesen Worten zur Metall- und Wertspende aufgerufen:

„Ein neues Jahr in schwerer Zeiten Lauf! Deutschland braucht Gold! Besinnt Euch darauf! Für Gold den vollen Goldwert, für Juwelen den Auslandspreis. Bringt Gold und Juwelen den Goldankaufsstellen!“

Am 26. März 1918 wurden im Deutschen Reich alle Einrichtungsgegenstände aus Aluminium, Kupfer, Messing, Nickel und Zinn enteignet und die Ablieferung befohlen. Grundlage war auch wieder eine Bekanntmachung der Kriegsrohstoffabteilung.
In Lünen erhielten alle Bürger, die im Krieg ihre Türklinken abgeliefert hatten, als Ausgleich dafür pro Kilo drei Mark.

## Zweiter Weltkrieg

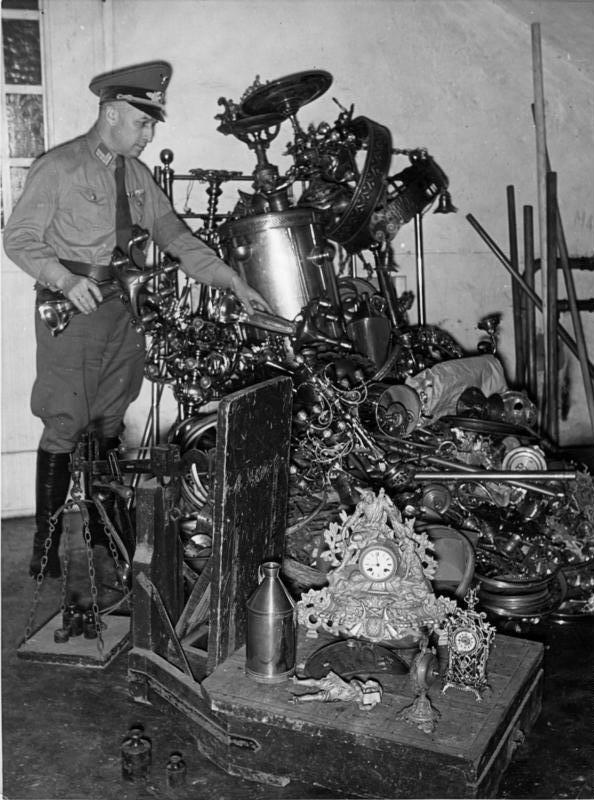
Pressefoto von 1940, Bildunterschrift: Noch nicht 48 Stunden nach Beginn der Metallspende türmen sich in den Sammelstellen [in Berlin] die von der Bevölkerung gespendeten Metallgegenstände zu Bergen.

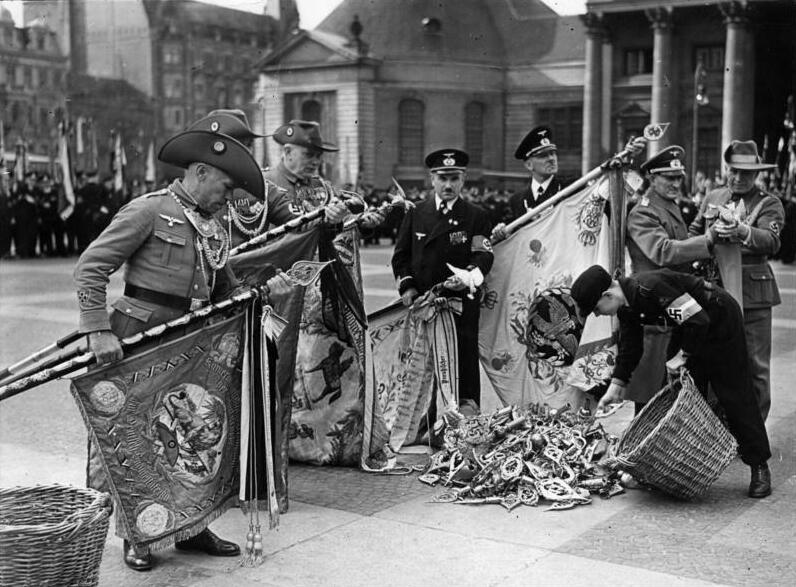
Pressefoto von 1940, Bildunterschrift: Dem Appell des Reichskriegerführers folgend versammelten sich heute nachmittag die Abordnungen von rund 1000 Berliner Kriegskameradschaften auf dem Gendarmenmarkt, um im Rahmen einer kurzen Feier die gemeinsame Abgabe der alten Fahnenspitzen, die ein Gewicht von je 1 ½ bis 2 ½ kg haben, für die Metallspende des deutschen Volkes vorzunehmen. U.B.z. das Abschrauben der Fahnenspitzen.

Begründet mit dem bevorstehenden Führergeburtstag erließ Generalfeldmarschall Hermann Göring am 27. März 1940 den Aufruf zur Spende des deutschen Volkes zum Geburtstag des Führers, die neue Metallspende. Ein entsprechendes Dekret an die Reichsminister war bereits am 23. Februar 1940 ergangen. Ziel war, wie schon im Ersten Weltkrieg, die Beschaffung kriegswichtiger Rohstoffe. In reichsweit flächendeckend eingerichteten Sammelstellen wurden Metallgegenstände vor allem aus Messing, Kupfer, Bronze, Eisen und Zinn angenommen und zum Einschmelzen verbracht. Als Dank erhielten die Spender eine Urkunde des Führers.
Appellaten waren jedoch nicht nur Privatleute, sondern auch Kommunen, Firmen, Vereine und Kirchengemeinden. Von Vereinen wurde erwartet, dass sie z. B. Pokale, Fahnenspitzen und andere Metallobjekte der Vereinstradition ablieferten, auch – zumindest ältere – Blasinstrumente von Spielmannszügen blieben mit Fortdauer des Krieges nicht verschont. Vielerorts wurden auf Friedhöfen bronzene Grabengel, Grabkreuze und andere metallene Grabausstattungen eingezogen. Im weiteren Verlauf des Krieges kam es zu einer systematischen Erfassung von Metallgegenständen im öffentlichen Raum, also von Denkmälern, Brunnen, schmiedeeisernen Zaun- und Toranlagen, Brückengeländern, Baudekorationen etc. Mit Ausbruch beider Weltkriege wurden auch alle Kupfer- und Nickelmünzen aus dem Verkehr genommen oder durch Münzen minderwertiger Legierung ersetzt.
Bereits am 29. März 1940, also zwei Tage nach Görings Aufruf, wurde eine Verordnung zum Schutz der Metallsammlung des deutschen Volkes erlassen, in der es u. a. heißt: „Wer sich an gesammeltem oder von Verfügungsberechtigten zur Sammlung bestimmtem Metall bereichert oder solches Material sonst seiner Verwendung entzieht, schädigt den großdeutschen Freiheitskampf und wird daher mit dem Tode bestraft.“

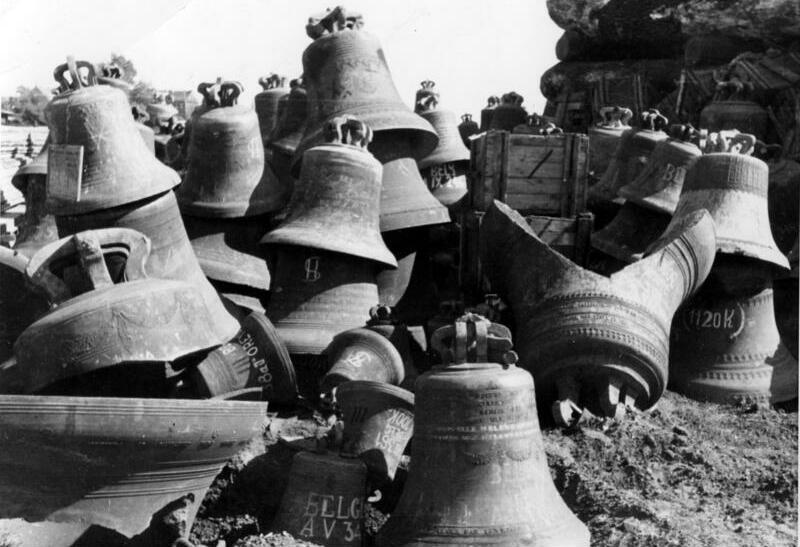
Der Glockenfriedhof im Hamburger Freihafen 1947

Den Höhepunkt der Metallsammlungen bildete die reichsweite Erfassung und Demontage von bronzenen Kirchenglocken. Sie wurden auf den sogenannten Glockenfriedhof in Hamburg verbracht, dort eingeschmolzen und in ihre Grundbestandteile Kupfer und Zinn getrennt. Von den rund 90.000 im Deutschen Reich und den besetzten Gebieten beschlagnahmten Glocken waren bei Kriegsende rund 15.000 noch nicht eingeschmolzen und konnten nach aufwändigen Identifizierungen weitestgehend wieder an ihre angestammten Plätze zurückkehren. Eine Entschädigung für beschlagnahmte, eingeschmolzene oder verlorengegangene Glocken gab es nicht, auch nicht nach Kriegsende.
Die Einschmelzung des Sammelgutes erfolgte fast ausnahmslos in dem ab 1937 aufgebauten Staatskonzern Reichswerke Hermann Göring. Die tatsächliche Menge der durch Rückschmelzung gewonnenen Rohstoffe ist nicht mehr festzustellen. Sicher ist dagegen, dass durch diese Aktionen in unermesslichem Umfang künstlerische Werte der Vernichtung anheimfielen.
Die Norddeutsche Affinerie AG hat nach eigenen Angaben aus dem Jahr 2006 bis Ende des Zweiten Weltkriegs insgesamt 70.000 Tonnen Altmetall eingeschmolzen, die sie von der „Reichsstelle für Eisen und Metalle“ bekommen hatte. Davon waren 10.900 Tonnen Kirchenglocken. Nach Kriegsende waren noch weitere 4.500 Tonnen Glockenscherben vorhanden; also insgesamt 15.400 Tonnen Glockenmaterial.
Auf dem Kupferwerk in Lünen wurden die Kirchenglocken aus Westfalen, Ostpreußen, Württemberg und dem Sudetenland für die Einschmelzung gesammelt.
Neben der Metallspende kam es mit Beginn des Krieges zu zahlreichen weiteren Spendenaufrufen, z. B. zur Bücherspende für die Wehrmacht und zur Schallplattensammlung für unsere U-Boote, weiterhin Altmaterialsammlungen unterschiedlichster Art, Heilkräutersammlungen, Spinnstoffsammlungen (z. B. Fasernessel). Oftmals wurde die Hitlerjugend damit beauftragt, von Tür zu Tür zu gehen und die jeweils gewünschten Objekte zu erbitten, was gleichzeitig vor allem in Mietshäusern sozialen Druck zu erzeugen half, nicht selten auch zu Denunziationen über vorhandene und nicht abgelieferte Gegenstände führte.

### Beispiel Frankfurt am Main

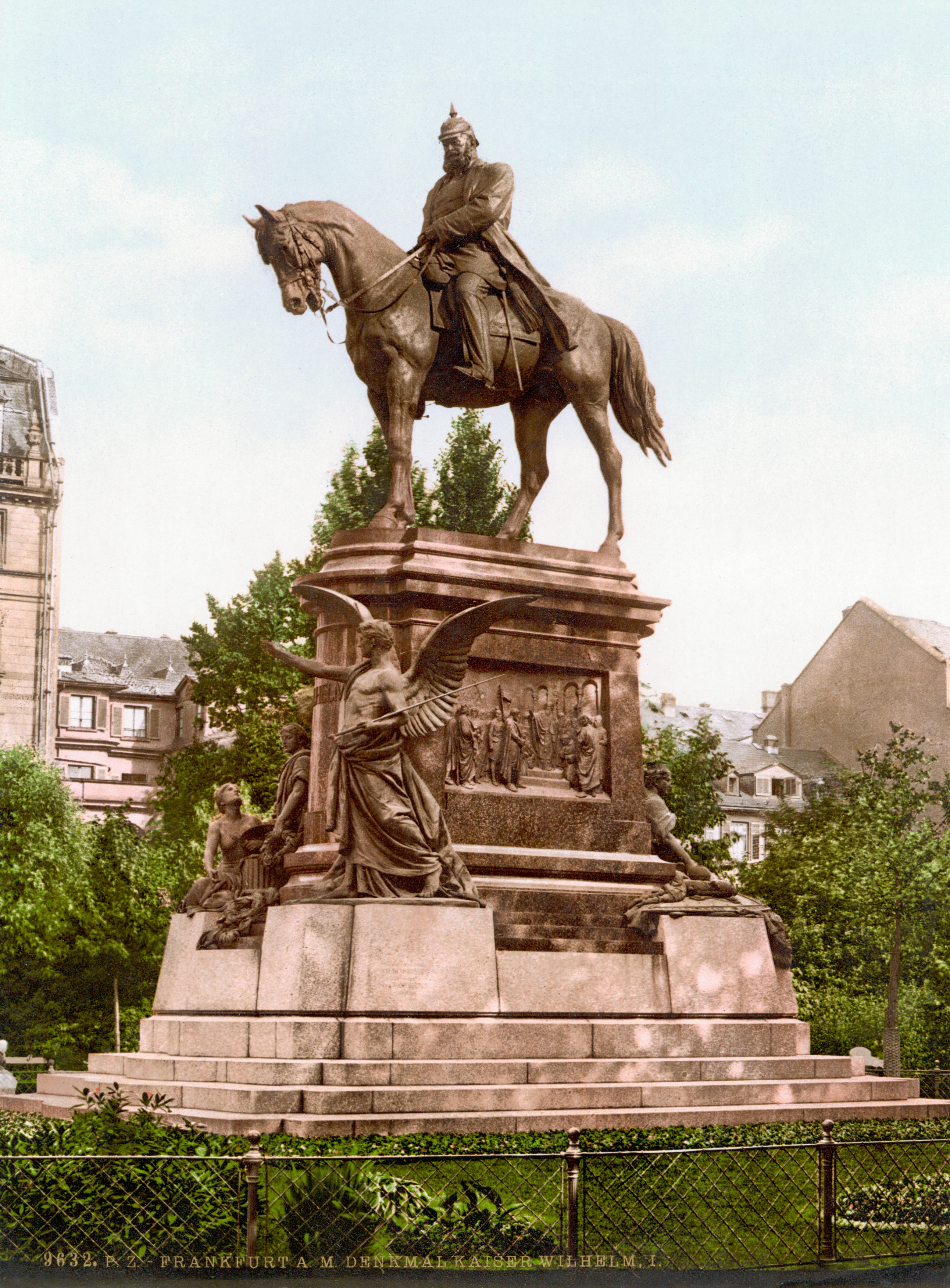
Das Reiterstandbild Kaiser Wilhelms I. von Clemens Buscher

Hier wurden 1940 im Auftrag der Stadtverwaltung unter anderem die Sockelfiguren des 1896 errichteten Kaiser-Wilhelm-Denkmals von Clemens Buscher in der Taunusanlage, die Kupferfiguren am Schleswig-Holstein-Denkmal vor der Paulskirche, das Sömmering-Denkmal und der Schützenbrunnen vor dem Zoo (errichtet 1894) entfernt; zum Abbau von letzterem schrieb das Frankfurter Volksblatt: „Die Zerkleinerungsarbeiten waren ziemlich schwierig … In wenigen Stunden wird nichts mehr daran erinnern, daß hier einst der pompöse Schützenbrunnen stand. Wenigstens hat er im Sterben noch seine Aufgabe erfüllt und dem Vaterland einen recht ansehnlichen Brocken für die Metallspende geliefert.“
1941 ließen die Stadtväter sogar das symbolträchtige Bismarck-Denkmal aus der Gallusanlage sowie das Reiterstandbild Kaiser Wilhelm I. (siehe Bild) in die Schmelzöfen wandern. Gerettet werden konnte hingegen das Heinrich-Heine-Denkmal des Malers und Bildhauers Georg Kolbe (1877–1947); es war nach antisemitischem Vandalismus bereits 1933 vom Städelschen Kunstinstitut in Obhut genommen und im Magazin als Skulptur „Frühlingslied“ getarnt worden.

### Beispiel Leipzig

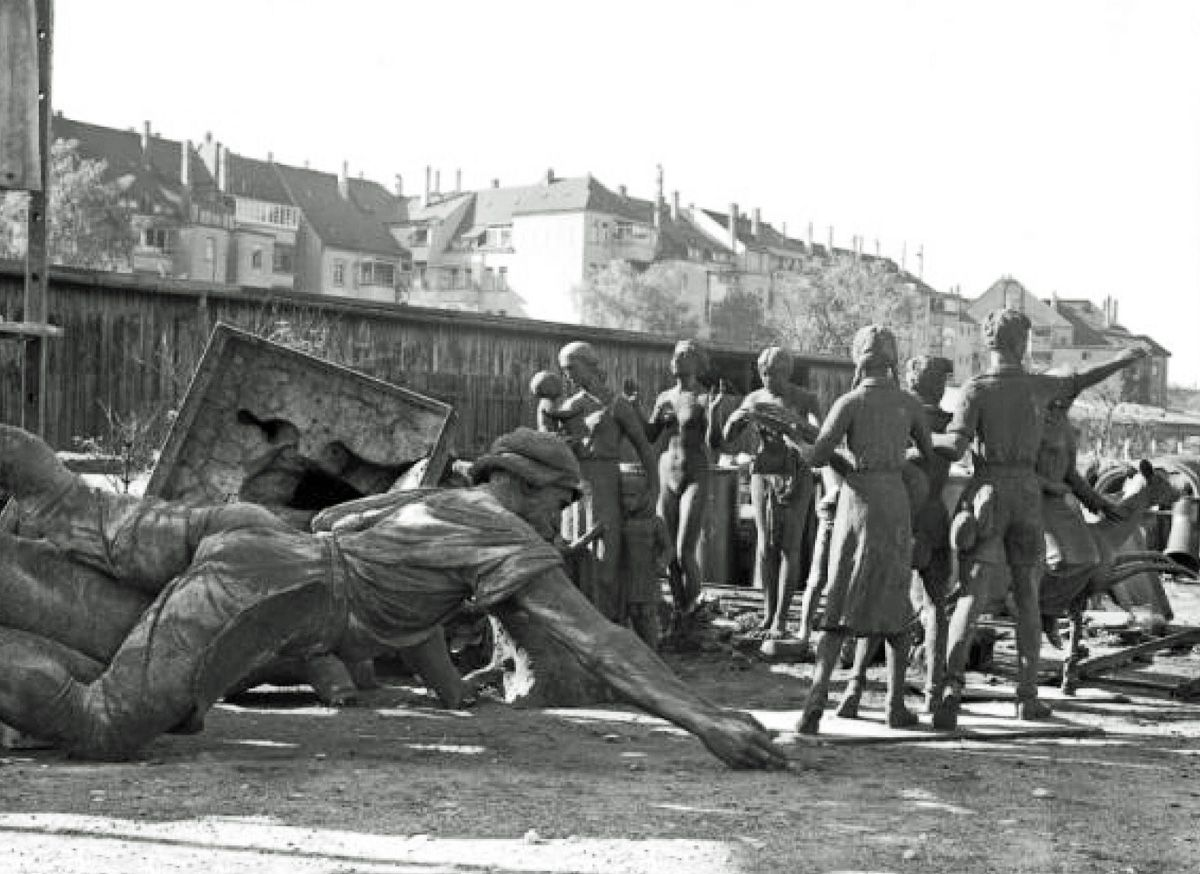
Der Sammelplatz der abgebauten Leipziger Denkmale, rechts das Jugend-Denkmal von Walter Zschorsch

Nach dem Aufruf zur Metallspende des Deutschen Volkes an den Führer von 1940 wurden in Leipzig alle öffentlichen Bronze-Denkmäler erfasst. Gemäß einem Gutachten des Landesdenkmalpflegers und des Landeskulturverwalters wurden vom Oberbürgermeister Alfred Freyberg 30 Stücke zur Einschmelzung ausgewählt.
Darunter waren Werke folgender Künstler: Adolf Lehnert (Reliefplatten des List-Harkort-Denkmals am Schwanenteich, 1915), Josef Mágr (Figur des Schmieds am Bismarck-Denkmal, 1897, Märchenbrunnen am Dittrichring, 1906), Mathieu Molitor (Figur Der Wächter hinter dem Bildermuseum, 1908, Pro-Patria-Gruppe, 1916), Johannes Schilling (Reformationsdenkmal vor der Johanniskirche, 1883), Carl Seffner (Karl-Heine-Denkmal, 1897), Werner Stein (Froschbrunnen am Rabensteinplatz, 1906), Max Alfred Brumme (Maria auf dem Reh, 1939) und Max Unger (Mädchenfigur auf dem Villersbrunnen, 1903) und von Walter Zschorsch (1888–1965) das Jugend-Denkmal (1938). Mit hoher Wahrscheinlichkeit wurden auch die Statue und Bronzeteile des ersten Mendelssohn-Denkmals von Werner Stein, welches bereits im November 1936 abgerissen worden war, im Zuge der Aktion eingeschmolzen.
Bis September 1942 waren die betroffenen Werke abgebaut. Sie wurden zum Abtransport auf dem Städtischen Bauhof an der Dauthestraße gesammelt.

## Gesamtbilanz am Beispiel von Kirchenglocken
Im Ersten Weltkrieg wurden im damaligen Deutschland 67.500 Kirchenglocken zur Rohstoffgewinnung abgenommen, ein Teil davon wurde eingeschmolzen. Im Zweiten Weltkrieg wurden 102.500 Glocken abgenommen, der Großteil wurde eingeschmolzen.
Nach aktueller Quellenlage (Stand: März 2020) sind offenbar nur für die sächsische Landeskirche offizielle Zahlen zu den Kirchenglockenverlusten aufgrund der staatlich angeordneten „Metallspenden“ in beiden Weltkriegen veröffentlicht:

### Sächsische Landeskirche und Evangelisch-lutherische Landeskirche des Freistaats Sachsen (ab 1926)
In der evangelisch-lutherischen sächsischen Landeskirche wurden im Jahr 1917 in 1.294 Kirchen und Kapellen 3.835 Kirchenglocken gezählt, von denen 3.708 aus Bronze gegossen waren. Nach dem Ende des Ersten Weltkriegs und nach dem Rückkauf von 117 unzerstört gebliebenen waren nur noch 1.898 Bronzeglocken vorhanden, das entspricht einer Verlustquote von 48,8 % des Vorkriegsbestands. Davon mussten nach Kriegsende 334 Glocken als „Material-Anzahlung“ (Kupfer und Zinn waren knapp und teuer) für den Guss neuer Glocken an die Glockengießer übergeben werden; sie wurden für den Guss neuer Bronzeglocken eingeschmolzen.
Während des Zweiten Weltkriegs mussten nochmals 470 Bronze-Glocken aus der Zeit bis 1917 abgeliefert werden. Im Jahr 2014 waren im Bereich der Evangelisch-Lutherischen Landeskirche Sachsens nur noch 1.094 Bronze-Kirchenglocken aus der Zeit bis 1917 vorhanden; das entspricht einer Verlustquote von fast 70,5 % im Vergleich mit dem Stand von 1917.
Rechnet man das Gewicht der Bronze aller verlorenen Glocken und anderer Gegenstände wie Kunstgegenstände aller Art, Statuen, Standbilder und Denkmale aus diesem Material aus dem Eigentum der evangelisch-lutherischen Kirchen, der römisch-katholischen Kirchen, der russisch-orthodoxen Kirchen und der profanen (nichtkirchlichen) Eigentümer in Sachsen zusammen, die für Kriegszwecke abgegeben werden mussten, ergibt sich ein Gesamtgewicht von 1.090.059 Kilogramm (also mehr als 1.090 Tonnen) Glockenbronze.